# Brisbane Roar Football Club
El Brisbane Roar es un equipo de fútbol de Australia que está situado en la ciudad de Brisbane, estado de Queensland. Compite en la A-League, máximo campeonato profesional del país.
Desde 2005 hasta 2009 se conoció al club como Queensland Roar FC. Tras la aparición de North Queensland Fury y Gold Coast United, dos equipos del estado de Queensland, se decidió modificar su nombre por el de Brisbane Roar.

## Historia
Tras el anuncio de la creación de un nuevo campeonato de liga, conocido como A-League, varios empresarios de la ciudad de Brisbane decidieron impulsar la candidatura de un equipo que disputara la máxima competición. El consorcio que encabezaba la propuesta se llamaba Queensland Lions Soccer Club, nombre inspirado en un club que jugó en la National Soccer League desde 1977 hasta 1988. En marzo de 2005, la empresa fue una de las ocho elegidas para dirigir una franquicia en la nueva liga.
Inicialmente el equipo se llamó Queensland Roar, y con ese nombre jugó las primeras cuatro temporadas de la liga. Tras realizar un papel mediocre en sus dos primeras temporadas (sexto y quinto puesto), Roar supo reforzarse contratando a jugadores como Craig Moore (Newcastle United) y Danny Tiatto (Leicester City) entre otros, con los que aspirar a cuotas más altas. En la temporada 2007-08 terminó cuarto y llegó a la final preliminar por el título, para caer ante los eventuales vencedores Newcastle Jets. En 2009 terminó tercero, corriendo la misma suerte en la fase final. Pero consiguió ganar la A-League en las temporadas 2010-11 y 2011-12.

## Uniforme
- Uniforme titular: Camiseta naranja, pantalón azul y medias naranjas.
- Uniforme alternativo: Camiseta gris, pantalón negro y medias grises.

Durante las primeras temporadas el uniforme era camiseta naranja y pantalones azules, en homenaje a los orígenes holandeses de Queensland Lions aunque Brisbane Roar no tiene ningún vínculo étnico. De hecho, Brisbane Roar mantiene señas de identidad de la antigua franquicia como el león en el escudo.
La empresa Umbro se encarga de los diseños de la equipación desde 2014, mientras que el patrocinador es Actron Air desde 2018, una franquicia australiana de aire acondicionado.

## Estadio
Brisbane Roar disputa sus partidos como local en Lang Park, conocido por razones de patrocinio como Suncorp Stadium. Además de albergar partidos de fútbol, hace las veces de campo de rugby. Dispone de capacidad para 52.500 personas.

## Entrenadores
| País         | Nombre           | Desde                   | Hasta                   | Títulos                      |
| ------------ | ---------------- | ----------------------- | ----------------------- | ---------------------------- |
| Croacia      | Rado Vidošić     | 1 de enero de 2005      | 30 de junio de 2005     |                              |
| Israel       | Miron Bleiberg   | 1 de julio de 2005      | 13 de noviembre de 2006 |                              |
| Australia    | Frank Farina     | 15 de noviembre de 2006 | 13 de octubre de 2009   |                              |
| Australia    | Ange Postecoglou | 16 de octubre de 2009   | 24 de abril de 2012     | A-League 2011, A-League 2012 |
| Croacia      | Rado Vidošić     | 25 de abril de 2012     | 17 de diciembre de 2012 |                              |
| Inglaterra   | Mike Mulvey      | 18 de diciembre de 2012 | 23 de noviembre de 2014 | A-League 2014                |
| Países Bajos | Frans Thijssen   | 24 de noviembre de 2014 | 25 de mayo de 2015      |                              |
| Australia    | John Aloisi      | 26 de mayo de 2015      | 28 de diciembre de 2018 |                              |
| Gales        | Darren Davies    | 29 de diciembre de 2018 | 30 de junio de 2019     |                              |
| Inglaterra   | Robbie Fowler    | 1 de septiembre de 2019 | 16 de julio de 2020     |                              |
| Australia    | Warren Moon      | 16 de julio de 2020     | 20 de febrero de 2023   |                              |
| Inglaterra   | Nick Green       | 21 de febrero de 2023   | 1 de mayo de 2023       |                              |
| Australia    | Ross Aloisi      | 2 de mayo de 2023       | 23 de diciembre de 2023 |                              |
| Inglaterra   | Ben Cahn         | 1 de enero de 2024      | 2 de febrero de 2024    |                              |
| Australia    | Ruben Zadkovich  | 2 de febrero de 2024    | 6 de mayo de 2025       |                              |
| Australia    | Michael Valkanis | 7 de mayo de 2025       |                         |                              |

## Palmarés

### Títulos nacionales (3)
- A-League (3): 2011, 2012, 2014

## Participación en competiciones de la AFC
- Liga de Campeones de la AFC: 4 apariciones

2012 - Fase de grupos
2013 - Primera Ronda
2015 - Fase de grupos
2017 - Fase de grupos

### Estadísticas en torneos internacionales
| Torneo                      | TJ | PJ | PG | PE | PP | GF | GC | DG  | Puntos |
| --------------------------- | -- | -- | -- | -- | -- | -- | -- | --- | ------ |
| Liga de Campeones de la AFC | 4  | 21 | 5  | 6  | 10 | 25 | 36 | -11 | 21     |
| Total                       | 4  | 21 | 5  | 6  | 10 | 25 | 36 | -11 | 21     |

## Gerencia
- Presidente:  Dali Tahir
- Vice Presidente:  Chris Fong[4]
- Director Técnico:   Rado Vidošić[5]
- Gerente General:  Sean Dobson
- Gerente Comercial:  Steve Guise
- Gerente de Marketing:  Kurt Brutton
- Gerente de Media & Comunicaciones:  Daniel Lato
- Gerente de Eventos:  Bruce Stalder

## Clubes Afiliados
- Queensland Lions
- CS Visé
- Deportivo Indonesia
- Arema Malang[6][7]
- Atlético Mineiro